# Warungering
Warungering is een bestuurslaag in het regentschap Lamongan van de provincie Oost-Java, Indonesië. Warungering telt 1933 inwoners (volkstelling 2010).